# Gimel-les-Cascades
Gimel-les-Cascades is een gemeente in het Franse departement Corrèze (regio Nouvelle-Aquitaine) en telt 670 inwoners (2005). De plaats maakt deel uit van het arrondissement Tulle.

## Geografie
De oppervlakte van Gimel-les-Cascades bedraagt 21,1 km², de bevolkingsdichtheid is 31,8 inwoners per km².
De onderstaande kaart toont de ligging van Gimel-les-Cascades met de belangrijkste infrastructuur en aangrenzende gemeenten.

## Demografie
Onderstaande figuur toont het verloop van het inwonertal (bron: INSEE-tellingen).